# Impasse des Arbalétriers
Impasse des Arbalétriers (”Armborstskyttarnas gata”) är en återvändsgata i Quartier des Archives i Paris 3:e arrondissement. Impasse des Arbalétriers börjar vid Rue des Francs-Bourgeois 38. Gatans namn kommer av att den tidigare ledde till ett fält, där man lärde sig att skjuta armborst (franska: arbalète).
Vid Impasse des Arbalétriers mördades Ludvig I, hertig av Orléans den 23 november 1407 på anstiftan av Johan den orädde.

## Omgivningar
- Notre-Dame-des-Blancs-Manteaux
- Rue des Blancs-Manteaux
- Square Charles-Victor-Langlois
- Impasse de l'Hôtel-d'Argenson
- Jardin des Rosiers – Joseph-Migneret

## Bilder
| - Impasse des Arbaletriers. - Mordet på Ludvig I, hertig av Orléans vid Impasse des Arbalétriers år 1407. - Notre-Dame-des-Blancs-Manteaux. - Square Charles-Victor-Langlois. - Impasse de l'Hôtel-d'Argenson. - Jardin des Rosiers – Joseph-Migneret. |

## Kommunikationer
- Tunnelbana – linjerna   – Hôtel de Ville
- Tunnelbana – linjerna  – Filles du Calvaire
- Busshållplats Rue Vieille-du-Temple – Paris bussnät, linje 29

### Webbkällor
- ”L'impasse des Arbalétriers à Paris 03”. Petit Patrimoine. http://www.petit-patrimoine.com/fiche-petit-patrimoine.php?id_pp=75103_1. Läst 20 april 2021.
- Hauer, Caroline (23 september 2016). ”Paris: Impasse des Arbalétriers, cul-de-sac médiéval et assassinat historique – IIIème”. Paris La Douce. https://www.parisladouce.com/2016/09/paris-impasse-des-arbaletriers-cul-de.html. Läst 20 april 2021.